# Tisentnops
Tisentnops là một chi nhện trong họ Caponiidae.

## Các loài
Chi này gồm các loài:
- Tisentnops leopoldi (Zapfe, 1962)
- Tisentnops mineiro Brescovit & Sánchez-Ruiz, 2016
- Tisentnops onix Brescovit & Sánchez-Ruiz, 2016